# Hylis olexai
Hylis olexai är en skalbaggsart som först beskrevs av Mary E. Palm 1955.  Hylis olexai ingår i släktet Hylis, och familjen halvknäppare. Arten är reproducerande i Sverige.